# Bulgarien vid världsmästerskapen i friidrott 2022
Bulgarien tävlade vid världsmästerskapen i friidrott 2022 i Eugene i USA mellan den 15 och 24 juli 2022. Bulgarien hade en trupp på en idrottare.

## Resultat

### Damer
Gång- och löpgrenar
| Idrottare        | Gren    | Final    | Final     |
| Idrottare        | Gren    | Resultat | Placering |
| ---------------- | ------- | -------- | --------- |
| Militsa Mircheva | Maraton | 2:30.20  | 15        |